# Флаг Лисок
Флаг городского поселения город Ли́ски Лискинского муниципального района Воронежской области Российской Федерации — опознавательно-правовой знак, служащий официальным символом муниципального образования.
Первоначально флаг был утверждён 5 декабря 2004 года как флаг Лискинского района. 7 апреля 2006 года данный флаг утверждён флагом городского поселения город Лиски и 25 мая 2007 года внесён в Государственный геральдический регистр Российской Федерации с присвоением регистрационного номера 3288.

## Описание
«Флаг города Лиски представляет собой прямоугольное полотнище голубого цвета с отношением ширины к длине 2:3, несущее посередине жёлтое крылатое колесо, внизу — две одинаковых белых горизонтальных полосы в 1/30 ширины полотнища каждая, изогнутых в виде остроконечных волн; расстояние между полосами равно ширине одной полосы».

## Обоснование символики
Флаг города Лиски составлен на основе герба, который языком символов и аллегорий отражает природные и экономические особенности города Лиски.
Город Лиски образован в результате постепенного слияния пристанционного посёлка (основан в 1870 году) и села Новопокровское (основано в середине XVIII века), находившегося западнее станции. Строительство железных дорог — в 1872 году железной дороги Москва—Ростов-на-Дону, в 1893 году дороги Харьков—Пенза — дало развитие городу Лиски. Роль железных дорог в развитии города показана крылатым колесом. Крупный железнодорожный узел — станция Лиски — является одним из основных предприятий города. Лискинское отделение железной дороги является одним из крупнейших в России.
Жёлтый цвет (золото) — символ богатства, уважения, интеллекта, стабильности.
Голубой цвет (лазурь) — символ возвышенных устремлений, мышления, искренности и добродетели. Синий цвет поля флага дополняет символику флага и показывает географическое расположение района в бассейне реки Дон.